# Recklinghausen-Süd
Recklinghausen-Süd ist ein Stadtteil im Süden der Stadt Recklinghausen östlich bzw. beiderseits des Hellbachs im Gebiet der Recklinghäuser Mark. Er grenzt im Süden an Herne-Baukau an. Im Süden liegen die Emscher und der Rhein-Herne-Kanal.
Zu den Zechen zählten die Zeche Recklinghausen 1 (Schächte I und II) sowie der sogenannte Grullbadschacht der Recklinghausen 2 bzw. der  Zeche König Ludwig; die Steinkohle liegt hier unterhalb des Mergels ab einer Teufe von 225 m.

## Geographie

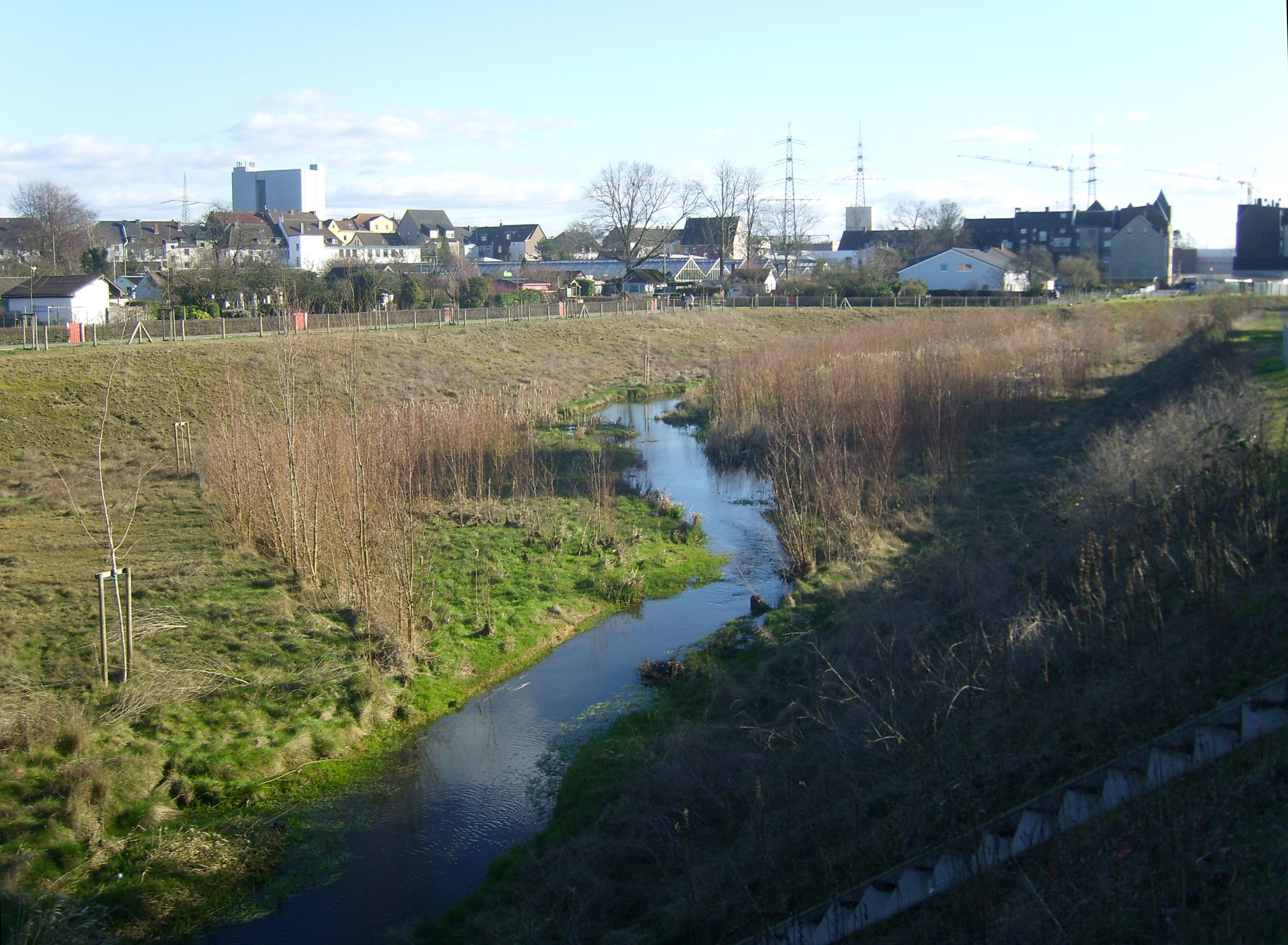
Der renaturierte Hellbach 2023 an der Jungfernheide, Nähe Elsbethklinik

Als Süd im weiteren Sinne, früher Bruch, wird das früher brache Alt-Recklinghäuser Stadtgebiet südlich der A 2 bezeichnet. Im engeren Sinne wird von diesem Gebiet allerdings der Stadtteil Grullbad im Nordwesten, westlich des Hellbachs und nördlich der Theodor-Körner-Straße, abgetrennt sowie, im Osten, der Stadtteil König Ludwig östlich des einer alten Zechenbahntrasse folgenden Florian-Polubinski-Wegs, wobei der heutige Stadtteil König Ludwig auch frühere Gebiete der Bauerschaft Röllinghausen, heute Namensgeber eines weiteren, östlich angrenzenden Stadtteils, beinhaltet. Der ebenfalls nach einer alten Bauerschaft benannte Stadtteil Hochlarmark im Westen wird durch die A 43 von Süd und Grullbad abgetrennt. 
Der statistische Bezirk Süd ist noch einmal kleiner und endet auch südlich der Körner-Straße nach Westen am Hellbach. Diese Grenzziehung wurde vermutlich gewählt, um die statistischen Bezirke vergleichbar groß zu halten, jedoch werden innerhalb der erweiterten Südstadt aus Grullbad, Süd und König Ludwig die Gebiete um die Schächte I und II der Zeche Recklinghausen 1 und der Südbahnhof unzweifelhaft als Teile von Süd und nicht von Grullbad, das weiter nördlich um das ehemalige Heilbad liegt, angesehen.

## Infrastruktur

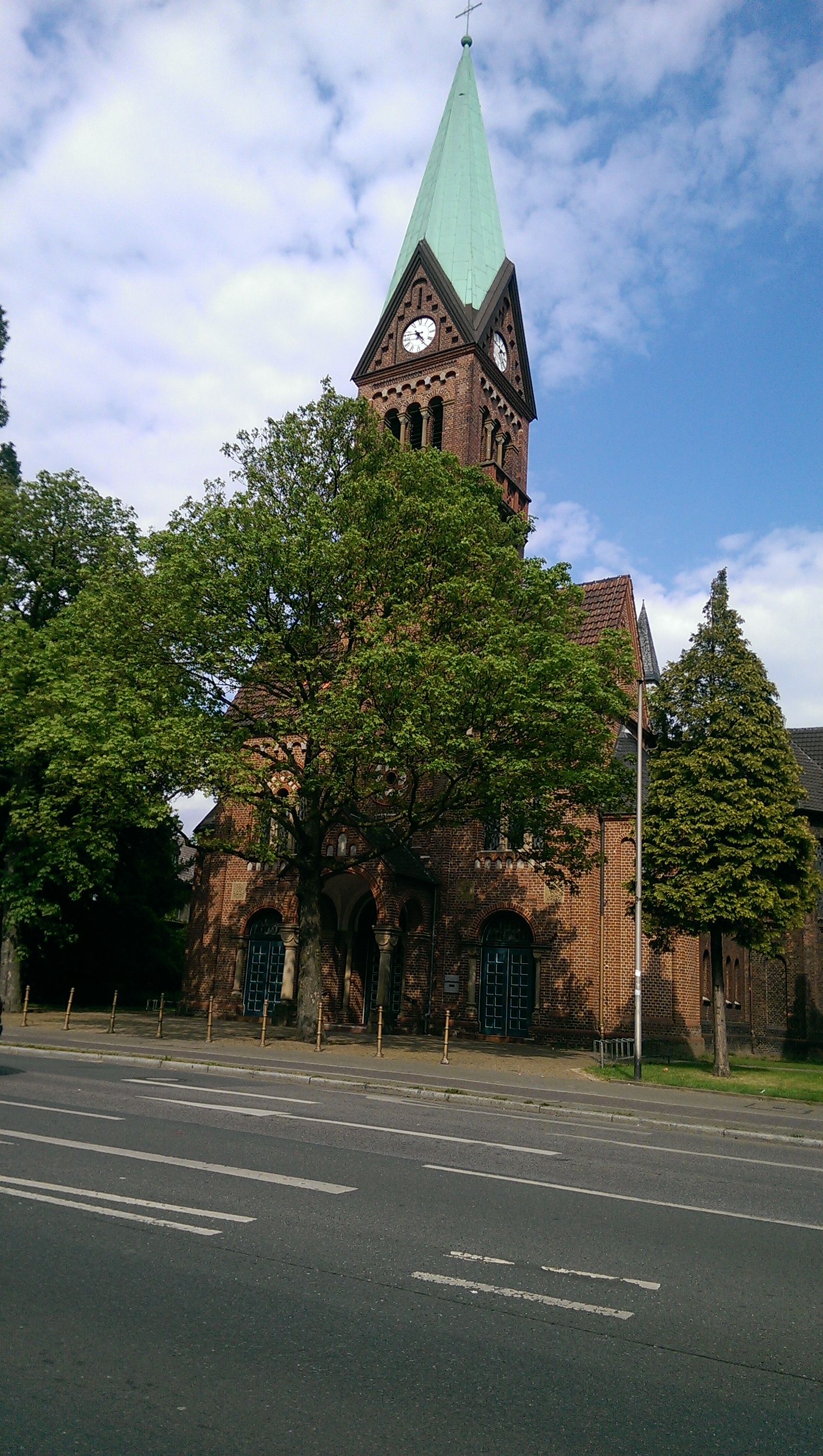
Lutherkirche der evangelischen Kirchengemeinde in Recklinghausen-Süd

### Straßen
Historische Hauptschlagader des Stadtteils ist die in Richtung Baukau verlaufende Bochumer Straße, der bis Anfang der 1980er Jahre auch die Straßenbahntrassen gefolgt waren. Etwa mittig zweigt von hier die Theodor-Körner-Straße nach Westen ab, die als Zubringer zur A 43 und zum Stadtteil Hochlarmark fungiert.

### Einrichtungen
Die Schächte I und II der Zeche Recklinghausen 1 liegen im Südwesten des Südwestsegments, das dem statistischen Bezirk Grullbad zugerechnet ist. Zentral liegt die Elisabethklinik und, nördlich davon, an der Südseite der Körner-Straße, die Käthe-Kollwitz-Gesamtschule und das Theodor-Heuss-Gymnasium, an der Nordseite der Straße liegt das Bürgerhaus Süd. Ganz im Nord(west)en des mittleren Segmentes zwischen Hellbach und Bochumer Straße liegt der Grullbadschacht der Zeche Recklinghausen 2 bzw. der  Zeche König Ludwig.
Im Ostsegment des Stadtteils liegen die beiden Hauptkirchen, nämlich die protestantische Lutherkirche an der Ostseite der Bochumer Straße und die katholische Marienkirche unweit  ostnordöstlich, an der gleichnamigen Straße. Ganz im Südosten liegt der Südfriedhof, dessen größere Westhälfte in Süd liegt, die kleinere Osthälfte in König Ludwig. Südpark nebst Südbad und Schimmelheider Park liegen ganz in König Ludwig, wobei der Südpark unmittelbar an den Stadtteil grenzt.

### Eisenbahn
1870 wurde der Bahnhof Recklinghausen Süd eröffnet, der heute dem statistischen Bezirk Grullbad zugeordnet ist.
Die VRR-Buslinien SB20, 201, 210, 234, NE1 und NE5 der Vestischen Straßenbahnen erschließen den Stadtteil Süd.
| Linie | Verlauf | Takt (Mo–Fr)            |
| ----- | --- | ----------------------- |
| SB20  | Recklinghausen Hbf – Viehtor – Paulusviertel – Hillerheide – Recklinghausen-Süd – Herne Schloß Strünkede – Herne Bf | 10 min                  |
| 201   | Recklinghausen Hbf – Quellberg – Berghausen – Suderwich – Röllinghausen – König Ludwig – Recklinghausen-Süd – Grullbad Hochstr. – RE-Süd Bf | einzelne Fahrten abends |
| 210   | RE-Röllinghausen – König Ludwig – Recklinghausen-Süd – Grullbad Hochstr. – RE-Süd Bf – Hochlarmark – RE-Neue Horizonte – Hertener Mark Industriegebiet – Herten-Süd – Herten Rathaus (Herten , 300 m) – Herten Mitte (Herten , 500 m)                                                                                       | 30 min                  |
| 234   | Herten Mitte (Herten , 500 m) – Herten Rathaus (Herten , 300 m) – Herten-Süd – Hertener Mark Industriegebiet – RE-Neue Horizonte – Hochlarmark Salentinstr. – Recklinghausen-Süd – Grullbad – König Ludwig Overbergstr. – Röllinghausen Marderweg – Suderwich – Essel – Groß-Erkenschwick – Oer-Erkenschwick Berliner Platz | 30 min                  |
| NE1   | Recklinghausen Hbf → Viehtor → Paulusviertel → Stuckenbusch → Hochlarmark → RE-Süd Bf → Grullbad Hochstr. → Recklinghausen-Süd → König Ludwig → Röllinghausen → Suderwich → Berghausen → Quellberg → Recklinghausen Hbf NachtExpress: In den Nächten von Freitag auf Samstag, Samstag auf Sonntag und vor Feiertagen        | 60 min                  |
| NE5   | Recklinghausen Hbf – Viehtor – Paulusviertel – Hillerheide – Recklinghausen-Süd – Schloß Strünkede – Herne Bf NachtExpress: In den Nächten von Freitag auf Samstag, Samstag auf Sonntag und vor Feiertagen | 60 min                  |